# Napa
NAPA — португальський інді-гурт з Мадейри, до складу якого входять Діого Гойш, Франсішко Соза, Жоао Гільєрме Гоміш, Жоао Лоуренсу Гоміш і Жоао Родрігеш. Вони представляли Португалію на Пісенному конкурсі Євробачення 2025 з піснею «Deslocado».

## Кар'єра

### Ранні роки
Гурт Napa, заснований 2013 року на острові Мадейра, розпочав свою діяльність під назвою Men On The Couch. Посилаючись на Arctic Monkeys, Red Hot Chili Peppers та The Beatles як на своє натхнення, вони починали писати власні композиції англійською мовою та записували пісні в підвалі бабусі одного з учасників гурту. 2019 року вони випустили перший альбом — Senso comum, записаний у студії BlackSheep у Сінтрі. Проєкт був профінансований за допомогою краудфандингової кампанії, яка зібрала близько 3500 євро без підтримки видавців.
2023 року випустили свій другий альбом — Logo se vê. Саме тоді гурт змінив назву на NAPA. Наступного року гурт здійснив свій перший національний тур. Пізніше вони випустили концертний фільм під назвою O Mundo Continua a Girar, записаний протягом двох аншлагових вечорів у театрі Марії Матош.

### Пісенний конкурс Євробачення 2025
5 листопада 2024 року було оголошено, що NAPA є одним із авторів пісень для Festival da Canção 2025, національного відбору Португалії на Пісенний конкурс Євробачення. Пізніше стало відомо, що вони братимуть участь у відборі і як виконавці. NAPA виграли Festival da Canção та здобули право представляти Португалію на Пісенному конкурсі Євробачення 2025 в Санкт-Якобсхалле в Базелі, Швейцарія. Конкурс Євробачення 2025 складався з двох півфіналів (13 та 15 травня), та фіналу 17 травня 2025 року. Під час жеребкування, яке відбулося 28 січня 2025 року, Португалія потрапила до першої половини шоу першого півфіналу. Пізніше, порядковим номером виступу NAPA став 7, після Швеції (KAJ) та перед Норвегією (Кайл Алессандро)[джерело?].

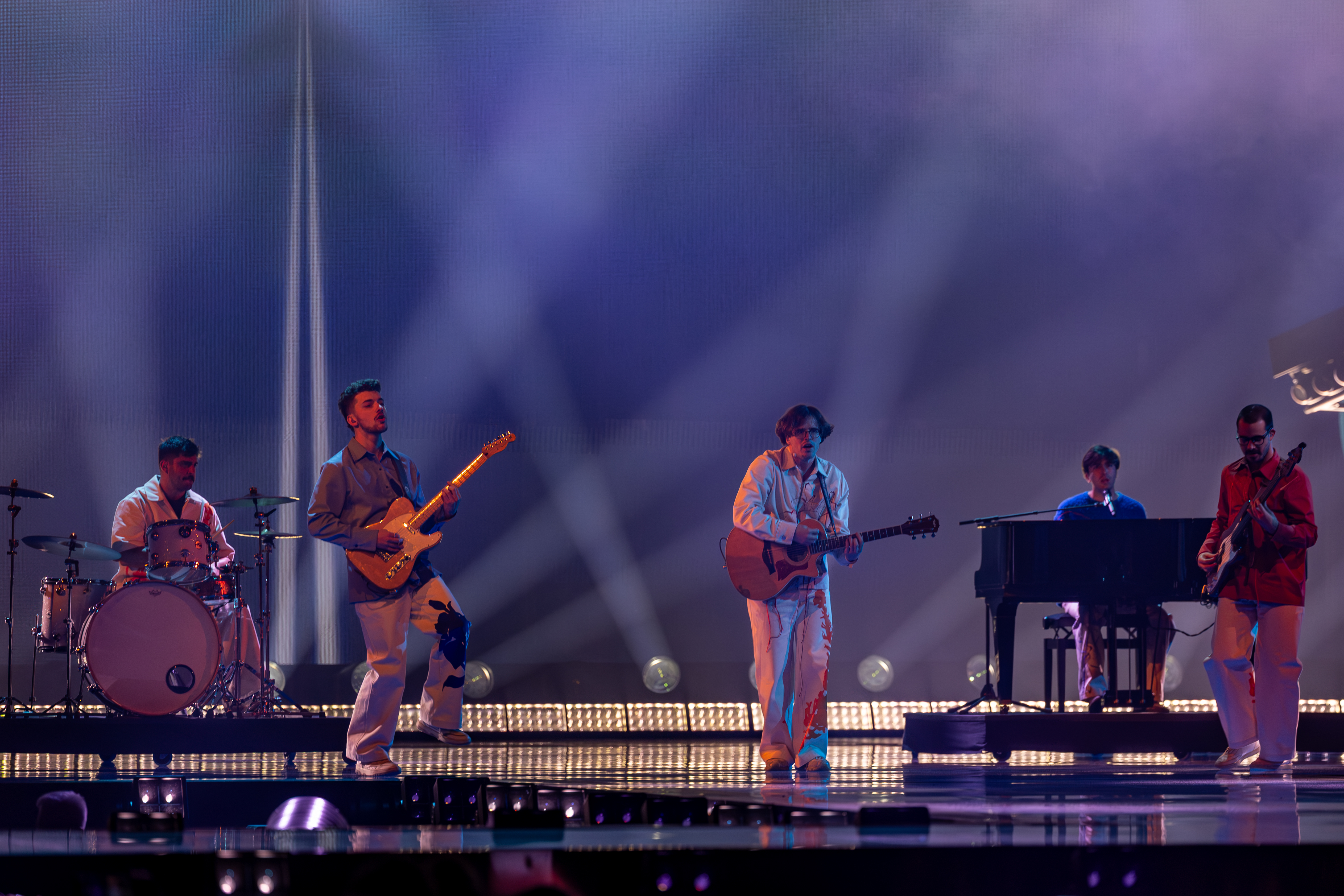
NAPA на сцені Євробачення 2025

Постановка виступу на Євробаченні залишилася здебільшого схожою на ту, що використовувалася на Festival da Canção 2025 — з мінімалістичним та поступовим розвитком сцени. Виступ розпочався з повільних рухів камери та поступового віддалення, коли вокаліст Гільєрме повільно йшов з задньої частини сцени вперед. До нього приєдналися гітарист Франсішко та басист Діого під час першого приспіву. У візуальному дизайні використовувалася палітра, що чергується між синім та пастельно-помаранчевим кольорами з плавучими хмарами та анімованими пейзажами неба, що завершилося фінальною частиною, підсвіченою помаранчевим освітленням та пастельними відтінками на синьому фоні, що відсилає до природного ландшафту Мадейри. «Deslocado» у виконанні NAPA посіла дев'яте місце у першому півфіналі, набравши 56 балів та забезпечивши собі місце у фіналі[джерело?].
Гурт Napa повторив свій виступ у фіналі, що відбувся 17 травня. Пісня була виконана 21-ю, після мальтійської співачки Міріани Конте та перед данською співачкою Сіссал. Після оголошення результатів гурт посів 21 місце з 50 балами, які є сумою з 37 балів від журі та 13 балів від голосування публіки[джерело?].

### Подальша кар'єра
Наприкінці травня 2025 року випустили пісню «Infinito» у співпраці з мадейрським артистом Van Zee та кліп на неї. Пісня натхненна історією дружби між Гільєрме, учасником NAPA, та Van Zee.

## Учасники

### Поточні
- Жоао Гільєрме Гоміш (28 років) — вокал і гітара

- Франсішко Соза (28 років) — гітара

- Діого Гойш (28 років) — бас

- Жоао Лоуренсу Гоміш (21 років) — фортепіано

- Жоао Родрігеш (28 років) — ударні

### Колишні
- Тьяго Родрігеш — ударні

## Дискографія

### Мініальбоми
- Senso Comum (2019)
- Logo Se Vê (2023)

### Сингли
- Se Eu Morresse Amanhã (2019)
- Assim, Sem Fim (2023)
- Luz do Túnel (2023)
- Deslocado (2024)